# Ziegenrück
Ziegenrück település Németországban, azon belül Türingiában. Lakosainak száma 615 fő (2023. december 31.).

## Népesség
A település népességének változása:
| Lakosok száma | 647  | 657  | 629  | 646  | 615  |
|               | 2017 | 2019 | 2021 | 2022 | 2023 |